# Pro Tullio
Pro Tullio (en latin « Au nom de Tullius » ou « En faveur de Tullius ») est un discours partiellement préservé, prononcé par l'orateur romain Cicéron en 72 ou 71 avant Jésus-Christ. Le discours a été prononcé au nom du client de Cicéron, Marcus Tullius, qui réclamait des dommages et intérêts à son voisin, Publius Fabius, au motif que Fabius avait assassiné plusieurs des esclaves de Tullius dans un conflit de propriété.